# アル＝カーシミ・ラハマン
ムハンマド・アル＝カーシミ・ビン・アブドゥル・ラハマン（Muhammad Al-Qaasimy bin Abdul Rahman、1992年1月21日 - ）は、シンガポールの元サッカー選手。元シンガポール代表で元ヤング・ライオンズ主将。現役時代のポジションはRB。

## クラブ歴

### NFA以前
シンガポールに生まれ、兄が一人居る。父と兄の影響でサッカーを始め、幼い時にはサッカー以外のスポーツはしなかった。そのサッカーへの情熱は成長しても衰えず、父からもサッカーを続けて極めて行って欲しいと言われた。小学校では多くのトロフィーを獲得し、先生も彼のポテンシャルを見て、彼の父にシンガポール国立フットボールアカデミーを勧めた。これによって国立フットボールアカデミーに入学した。

### NFA
ストライカーとして入学した国立フットボールアカデミーであったが、その後右サイドバックにコンバートされた。両サイドのサイドバックを務める事が出来たが、右サイドでの起用が多く、本人もそれを得意とした。しかし、国立フットボールアカデミーを卒業すると燃え尽き、サッカーを止める所であった。しかし、彼がキャリアを止めるかどうかの最終決定をする機会としてヤング・ライオンズから契約の打診があり、彼はこの契約を結んだ。それ以降、彼のサッカー選手としての情熱は急上昇し、前にも増して強くなったため、サッカー選手を続ける事を決断した。

### ヤング・ライオンズ
18歳にしてヤング・ライオンズに加入した彼は選手の傍ら、共和理工学院で勉学を続けていた。しかしその後、2013シーズンにはヤング・ライオンズの主将となった。

### シンガポール・ライオンズXII
2015年4月27日、彼がシンガポール・ライオンズXIIと契約を交わした事が発表された。東南アジア競技大会に出場していた彼は、6月11日にシンガポールU-23代表がインドネシアU-23代表に0-1で敗北し、グループステージ敗退を決めるまでは加入しなかった。

## 代表歴
2014年11月、2014 AFFスズキカップに出場するシンガポール代表に選抜され、A代表初出場を果たした。